# Anna Wallner
Anna Wallner, född den 31 oktober 1969, är en kanadensisk TV-personlighet som för närvarande är värd för TV-showerna The Shopping Bags, Anna & Kristina's Grocery Bag och Anna & Kristina's Beauty Call. Hennes medvärdinna för programmen är Kristina Matisic. Wallner kommer ursprungligen från Toronto, Ontario, och har tidigare arbetat som reporter för Global News i Vancouver.